# Душанка Мајкић
Душанка Мајкић (Теслић, ФНРЈ, 24. јул 1952) српски је политичар, функционер Савеза независних социјалдемократа (СНСД), актуелни посланик у Представничком дому и бивши српски делегат у Дому народа Парламентарне скупштине Босне и Херцеговине.

## Биографија
У свом родном мјесту завршава основну школу 1967. године и гимназију 1971. године. Затим завршава Вишу економско-комерцијалну школу у Бања Луци 1973. године, а 2006. године дипломира на Факултету пословне економије - смјер Предузетнички менаџмент у Бања Луци.
Што се тиче њене каријере Душанке (Чедомир) Мајкић, од 1975. године до 1982. године радила је у компанији Чајевец на пословима спољне трговине. После тога прелази на мјесто руководиоца Одјељења продаје производа и опреме и на тој позицији остаје до 1990. године. Затим, до 1993. године, преузима функцију помоћника директора за маркетинг и продају у предузећу Говорне технологије које се налазило у склопу Чајевца, а потом прелази на позицију директора тог предузећа, све до 2000. године. У периоду од 2000. до 2004. године налазила се на позицији директора приватног предузећа Logos-tel из Бања Луке, након чега на осам мјесеци преузима функцију директора Joint Venture компаније Opto-Link, такође у Бања Луци. 
Душанка Мајкић је од 1998. године чланица Странке независних социјалдемократа. Касније ова странка мијења назив у Савез независних социјалдемократа (СНСД). Први пут је учествовала на Општим изборима 2000. године као кандидат СНСД-а за Народну скупштину Републике Српске, али не бива изабрана. Покушала је да освоји и мандат у Представничком дому Парламентарне скупштине Босне и Херцеговине двије године касније, али добија 6.577 гласова, што није довољно за посланичко мјесто. Двије године касније, у децембру 2004. године, улази у Парламентарну скупштину Босне и Херцеговине, на мјесто свог страначког колеге Николе Крагуља, који одлази на другу функцију. У Представничком дому Парламентарне скупштине била је до 2006. године, када на Општим изборима добија 14.037 гласова, што опет није било довољно за директан избор. Била је чланица Комисије за финансије и буџет, те за спољну и трговинску политику, царине, саобраћај и везе, а од 2008. године је чланица Заједничке комисије за одбрану, безбједност и административне послове. Странка је поставља на позицију делегата у Дом народа Парламентарне скупштине Босне и Херцеговине, гдје је за предсједавајућу била именована у фебруару 2009. године. Током мандата, била је најактивнији делегат у Дому народа. Само у 2009. години имала је највише учествовања у расправама (91), покренула је четири иницијативе и поставила 31 питање члановима Савјета министара Босне и Херцеговине. Предложила је и по један закон и амандман, а није изостала ни са једне сједнице. Коначно, 2010. године осваја Посланички мандат у Представничком дому Парламентарне скупштине Босне и Херцеговине са 18.098 гласова, а 2014. године потврђује своје мјесто у овом законодавном тијелу.

## Признања
28.06.2010. За свој рад одликована је од стране Предсједника Републике Српске др. Рајка Кузмановића орденом Његоша I реда.

## Лични блог
Актуелне вијести из политичких дешавња редовно објављује на свом личном блогу на адреси www.dusanka.majkic.net

## Приватни живот
Њена сестра, за коју је била јако везана, погинула је 1973. године у саобраћајној несрећи. Недуго затим, умире јој и мајка. Та два трагична догађаја остављају дубок траг на њој. Њен муж, који је био запосленик ваздухопловног завода Космос Југословенске народне армије у Бања Луци, умире од можданог удара.
Душанка Мајкић има два сина, Дејана и Огњена. Син Дејан је запослен као помоћник директора Пореске управе Републике Српске.  Себе у младости описује као фанатичног заљубљеника у литературу. Занимале су је и латинске мудре изреке и поезија.